# Minnesota Timberwolves 2019-2020
La stagione 2019-2020 dei Minnesota Timberwolves è la 31ª stagione della franchigia nella NBA.
L'11 marzo 2020, la stagione NBA è stata interrotta per via della pandemia di COVID-19, dopo che il giocatore degli Utah Jazz Rudy Gobert è stato trovato positivo al virus.
Il 4 giugno, i Timberwolves, con la decisione da parte del NBA di terminare la stagione, non riesco a fare parte delle 22 squadre qualificate e in lotta per i playoff.

## Maglie
Lo Sponsor tecnico, come per tutte le squadre NBA, è Nike, mentre Fitbit è l'unico sponsor sulla canotta. 
| Bianca | Blu | Verde | City edition |

## Draft
| Giro | Scelta | Giocatore       | Ruolo | Nazionalità | Università/Squadra  |
| ---- | ------ | --------------- | ----- | ----------- | ------------------- |
| 1    | 11     | Cameron Johnson | AP    | Stati Uniti | N. Carol. Tar Heels |
| 2    | 43     | Jaylen Nowell   | P     | Stati Uniti | Washington Huskies  |

## Roster
| \| Pos. \| Num. \| Naz. \| Nome \| Altezza \| Peso \| Data nascita \| Provenienza \| \| ---- \| ---- \| ---- \| ----------------------- \| ------- \| ------ \| ------------ \| ------------------- \| \| P \| 0 \| \| Russell, D'Angelo \| 193 cm \| 88 kg \| 23-02-1996 \| Ohio State \| \| G \| 1 \| \| Turner, Evan \| 198 cm \| 100 kg \| 27-10-1988 \| Ohio State \| \| AP \| 3 \| \| Vanderbilt, Jarred \| 206 cm \| 97 kg \| 03-04-1999 \| Kentucky \| \| G \| 4 \| \| Nowell, Jaylen \| 193 cm \| 91 kg \| 09-07-1999 \| Washington \| \| G \| 5 \| \| Beasley, Malik \| 193 cm \| 85 kg \| 26-11-1996 \| Florida State \| \| G \| 20 \| \| Okogie, Josh \| 193 cm \| 94 kg \| 01-09-1998 \| Georgia Tech \| \| P \| 6 \| \| McLaughlin, Jordan (TW) \| 185 cm \| 84 kg \| 09-04-1996 \| Southern California \| \| AP \| 10 \| \| Layman, Jake \| 206 cm \| 95 kg \| 07-03-1994 \| Maryland \| \| AG \| 11 \| \| Reid, Naz \| 208 cm \| 113 kg \| 26-08-1999 \| LSU \| \| G \| 12 \| \| Evans, Jacob \| 193 cm \| 95 kg \| 18-07-1997 \| Cincinnati \| \| AG \| 14 \| \| Spellman, Omari \| 203 cm \| 111 kg \| 21-07-1997 \| Villanova \| \| P \| 16 \| \| Johnson, James \| 188 cm \| 83 kg \| 10-05-1996 \| Duke \| \| G/AP \| 23 \| \| Culver, Jarrett \| 198 cm \| 88 kg \| 20-02-1999 \| Texas Tech \| \| AP \| 30 \| \| Martin, Kelan (TW) \| 201 cm \| 100 kg \| 03-08-1995 \| Butler \| \| AG \| 41 \| \| Hernangómez, Juancho \| 206 cm \| 97 kg \| 20-08-1995 \| Spagna \| \| C \| 32 \| \| Towns, Karl-Anthony \| 213 cm \| 112 kg \| 15-11-1995 \| Kentucky \| | Allenatore - Ryan Saunders Assistente/i - Kevin Burleson - Bryan Gates - Kevin Hanson - Pablo Prigioni Legenda - (C) Capitano - (FA) Free agent - (S) Sospeso - (TW) Contratto Two-way - (GL) Assegnato a squadra G League affiliata - Infortunato Roster • Transazioni · Ultima transazione: 14 novembre 2020 |                                                     |                         |         |        |              |                     |
| Pos. | Num. | Naz.                                                | Nome                    | Altezza | Peso   | Data nascita | Provenienza         |
| P | 0 | Stati Uniti (bandiera)                              | Russell, D'Angelo       | 193 cm  | 88 kg  | 23-02-1996   | Ohio State          |
| G | 1 | Stati Uniti (bandiera)                              | Turner, Evan            | 198 cm  | 100 kg | 27-10-1988   | Ohio State          |
| AP | 3 | Stati Uniti (bandiera)                              | Vanderbilt, Jarred      | 206 cm  | 97 kg  | 03-04-1999   | Kentucky            |
| G | 4 | Stati Uniti (bandiera)                              | Nowell, Jaylen          | 193 cm  | 91 kg  | 09-07-1999   | Washington          |
| G | 5 | Stati Uniti (bandiera)                              | Beasley, Malik          | 193 cm  | 85 kg  | 26-11-1996   | Florida State       |
| G | 20 | Nigeria (bandiera) · Stati Uniti (bandiera)         | Okogie, Josh            | 193 cm  | 94 kg  | 01-09-1998   | Georgia Tech        |
| P | 6 | Stati Uniti (bandiera)                              | McLaughlin, Jordan (TW) | 185 cm  | 84 kg  | 09-04-1996   | Southern California |
| AP | 10 | Stati Uniti (bandiera)                              | Layman, Jake            | 206 cm  | 95 kg  | 07-03-1994   | Maryland            |
| AG | 11 | Stati Uniti (bandiera)                              | Reid, Naz               | 208 cm  | 113 kg | 26-08-1999   | LSU                 |
| G | 12 | Stati Uniti (bandiera)                              | Evans, Jacob            | 193 cm  | 95 kg  | 18-07-1997   | Cincinnati          |
| AG | 14 | Stati Uniti (bandiera)                              | Spellman, Omari         | 203 cm  | 111 kg | 21-07-1997   | Villanova           |
| P | 16 | Stati Uniti (bandiera)                              | Johnson, James          | 188 cm  | 83 kg  | 10-05-1996   | Duke                |
| G/AP | 23 | Stati Uniti (bandiera)                              | Culver, Jarrett         | 198 cm  | 88 kg  | 20-02-1999   | Texas Tech          |
| AP | 30 | Stati Uniti (bandiera)                              | Martin, Kelan (TW)      | 201 cm  | 100 kg | 03-08-1995   | Butler              |
| AG | 41 | Spagna (bandiera)                                   | Hernangómez, Juancho    | 206 cm  | 97 kg  | 20-08-1995   | Spagna              |
| C | 32 | Stati Uniti (bandiera) · Rep. Dominicana (bandiera) | Towns, Karl-Anthony     | 213 cm  | 112 kg | 15-11-1995   | Kentucky            |

## Classifiche

### Northwest Division
| Northwest Division      | Northwest Division | Northwest Division | Northwest Division | Northwest Division | Northwest Division | Northwest Division | Northwest Division | Northwest Division |
| Squadra                 | V                  | S                  | V%                 | PR                 | Casa               | Trasf              | Div                | PG                 |
| ----------------------- | ------------------ | ------------------ | ------------------ | ------------------ | ------------------ | ------------------ | ------------------ | ------------------ |
| y – Denver Nuggets      | 46                 | 27                 | .630               | 7,0                | 26–11              | 20–16              | 12–2               | 73                 |
| x – Oklahoma Thunder    | 44                 | 28                 | .611               | 8,5                | 23–14              | 21–14              | 8–5                | 72                 |
| x – Utah Jazz           | 44                 | 28                 | .611               | 8,5                | 23–12              | 21–16              | 5–7                | 72                 |
| v – Portland T. Blazers | 35                 | 39                 | .473               | 18,5               | 21–15              | 14–24              | 5–8                | 74                 |
| Minnesota T'wolves      | 19                 | 45                 | .297               | 29,5               | 8–24               | 11–21              | 2–10               | 64                 |

### Western Conference
| Western Conference | Western Conference      | Western Conference | Western Conference | Western Conference | Western Conference | Western Conference |
| #                  | Squadra                 | V                  | S                  | V%                 | PR                 | PG                 |
| ------------------ | ----------------------- | ------------------ | ------------------ | ------------------ | ------------------ | ------------------ |
| 1                  | c – L.A. Lakers *       | 52                 | 19                 | .732               | –                  | 71                 |
| 2                  | x – L.A. Clippers       | 49                 | 23                 | .681               | 3,5                | 72                 |
| 3                  | y – Denver Nuggets *    | 46                 | 27                 | .630               | 7,0                | 73                 |
| 4                  | y – Houston Rockets *   | 44                 | 28                 | .611               | 8,5                | 72                 |
| 5                  | x – Oklahoma Thunder    | 44                 | 28                 | .611               | 8,5                | 72                 |
| 6                  | x – Utah Jazz           | 44                 | 28                 | .611               | 8,5                | 72                 |
| 7                  | x – Dallas Mavericks    | 43                 | 32                 | .573               | 11,0               | 75                 |
| 8                  | v – Portland T. Blazers | 35                 | 39                 | .473               | 18,5               | 74                 |
|                    |                         |                    |                    |                    |                    |                    |
| 9                  | v – Memphis Grizzlies   | 34                 | 39                 | .466               | 19,0               | 73                 |
| 10                 | Phoenix Suns            | 34                 | 39                 | .466               | 19,0               | 73                 |
| 11                 | San Antonio Spurs       | 32                 | 39                 | .451               | 20,0               | 71                 |
| 12                 | Sacramento Kings        | 31                 | 41                 | .431               | 21,5               | 72                 |
| 13                 | N.O. Pelicans           | 30                 | 42                 | .417               | 22,5               | 72                 |
| 14                 | Minnesota T'wolves      | 19                 | 45                 | .297               | 29,5               | 64                 |
| 15                 | G.S. Warriors           | 15                 | 50                 | .231               | 34,0               | 65                 |

## Mercato

### Free Agency

#### Acquisti
| Data       | Giocatore         | Contratto             | Provenienza      |
| ---------- | ----------------- | --------------------- | ---------------- |
| 04/07/2019 | Naz Reid          | Contratto Two-Way     | LSU Tigers       |
| 08/07/2019 | Noah Vonleh       | 1 anno - $2.0 milioni | N.Y. Knicks      |
| 11/07/2019 | Jordan Bell       | 1 anno - $1.7 milioni | G.S. Warriors    |
| 20/07/2019 | Jordan McLaughlin | Two-Way               | Long Island Nets |
| 08/08/2019 | Kelan Martin      | Two-Way               | R. Ludwigsburg   |

#### Cessioni
| Giocatore        | Motivo     | Nuova squadra       |
| ---------------- | ---------- | ------------------- |
| Jerryd Bayless   | Rilasciato | Sichuan B. Whales   |
| Mitch Creek      | Rilasciato | SE Melb. Phoenix    |
| Luol Deng        | Ritirato   |                     |
| Taj Gibson       | Rilasciato | N.Y. Knicks         |
| Tyus Jones       | Rilasciato | Memphis Grizzlies   |
| Derrick Rose     | Rilasciato | Detroit Pistons     |
| Jared Terrell    | Rilasciato | Hapoel Eilat        |
| Anthony Tolliver | Rilasciato | Portland T. Blazers |
| C.J. Williams    | Rilasciato | Long Island Nets    |
| Cameron Reynolds | Tagliato   | Milwaukee Bucks     |
| Allen Crabbe     | Tagliato   |                     |

### Scambi
| 6 luglio 2019                                                                            | Minnesota T'wolvesDraft rights per Jarrett Culver (2019 #6) | Phoenix SunsDario Šarić Draft rights per Cameron Johnson (2019 #11) |  |  |
| 8 luglio 2019                                                                            | Minnesota T'wolvesTreveon Graham Shabazz Napier | G.S. WarriorsDraft rights per Lior Eliyahu (2006 #44) |  |  |
| 8 luglio 2019                                                                            | Minnesota T'wolvesJake Layman | Portland T. BlazersDraft rights per Bojan Dubljević (2013 #59) |  |  |
| 16 gennaio 2020                                                                          | Minnesota T'wolvesAllen Crabbe | Atlanta HawksTreveon Graham Jeff Teague |  |  |
| 4 febbraio 2020                                                                          | Minnesota T'wolvesMalik Beasley (da Denver) Juancho Hernangómez (da Denver) Jarred Vanderbilt (da Denver) Evan Turner (da Atlanta) Scelta 1º giro Draft 2020 (da Atlanta) | Houston RocketsRobert Covington (da Minnesota) Jordan Bell (da Minnesota) Scelta 1º giro Draft 2020 (da Atlanta)                                                        |  |  |
| 4 febbraio 2020                                                                          | Atlanta HawksClint Capela (da Houston) Nenê (da Houston) | Denver NuggetsShabazz Napier (da Minnesota) Noah Vonleh (da Minnesota) Keita Bates-Diop (da Minnesota) Gerald Green (da Houston) Scelta 1º giro Draft 2020 (da Houston) |  |  |
| 4 febbraio 2020                                                                          | | |  |  |
| 6 febbraio 2020                                                                          | Minnesota T'wolvesJacob Evans D'Angelo Russell Omari Spellman | G.S. WarriorsAndrew Wiggins Scelta 1º giro Draft 2021 Scelta 2º giro Draft 2020                                                                                         |  |  |
| 6 febbraio 2020                                                                          | Minnesota T'wolvesJames Johnson (da Miami) | Memphis GrizzliesGorgui Dieng (da Minnesota) Dion Waiters (da Miami) Justise Winslow (da Miami)                                                                         |  |  |
| Miami HeatJae Crowder (da Memphis) Solomon Hill (da Memphis) Andre Iguodala (da Memphis) | | |  |  |